# 1820 en littérature
| Années de la littérature : 1817 - 1818 - 1819 - 1820 - 1821 - 1822 - 1823    |
| Décennies de la littérature : 1790 - 1800 - 1810 - 1820 - 1830 - 1840 - 1850 |

Cet article présente les faits marquants de l'année 1820 en littérature.

## Événements
- Introduction du romantisme en Pologne. Le poète Maurycy Mochnacki se veut le théoricien du mouvement, qui insiste sur le caractère national, en rejetant le rationalisme du XVIIIe siècle.
- L'écrivain écossais, Walter Scott est anobli.

## Parutions

### Essais
- Fastes civils des Français, publication célébrant les grandes journées révolutionnaires, mais non les conquêtes extérieures.
- Benjamin Constant : premier volume des Mémoires sur les Cent-Jours, en forme de lettres.

### Poésie
- Alphonse de Lamartine : Méditations poétiques, poèmes lyriques qui ont un grand succès.
- Percy Bysshe Shelley : À une alouette et le Nuage, odes.
- Alexandre Pouchkine : Rouslan et Ludmila, poème épique
- Karl Lachmann : Anthologie des poètes haut-allemands du XIIIe siècle.

### Romans
- Honoré de Balzac : Falthurne sous le pseudonyme de l'abbé Savonati.
- Walter Scott : Le Monastère (The Monastery).
- Walter Scott : L'Abbé (The Abbot), parfois intitulé Le Page de Marie Stuart. Le drame de la première incarcération de la souveraine (1567-1568).

## Principales naissances
- 17 janvier : Anne Brontë, écrivaine britannique († 28 mai 1849).

## Principaux décès
- 25 avril : Volney, moraliste et historien idéologue français (1757-1820).
- Nguyên Du, écrivain vietnamien, célèbre pour son Histoire de Khiêu. Il s’était opposé à la dynastie des frères Tây Son.